# Leszek Jung
Leszek Jung (ur. 28 stycznia 1946 we Wrocławiu) – prof. dr hab. inż. informatyk, polski specjalista w inżynierii projektowania systemów informatycznych, języka i programowania, autor artykułów naukowych.
Jest absolwentem Wydziału Cybernetyki Wojskowej Akademii Technicznej. Od 2001 roku pełnił funkcję kierownika Katedry Informatyki Ekonomicznej. Autor i współautor kilku wdrożonych projektów naukowo-badawczych. W ramach pracy naukowo-dydaktycznej opracował kilkanaście skryptów uczelnianych oraz artykułów naukowych. Prowadził indywidualny projekt badawczy Wykorzystanie technologii internetowych w samoocenie wiedzy i umiejętności studentów
Jung był pracownikiem naukowym warszawskich uczelni, m. in: Prywatna Wyższa Szkoła Businessu, Administracji i Technik Komputerowych oraz Wyższa Szkoła Handlu i Finansów Międzynarodowych im. Fryderyka Skarbka; Wydział Informatyki Gospodarczej, w której pełnił funkcję dziekana.
Były dziekan ALMAMER Szkoła Wyższa w Warszawie; Wydział Ekonomiczny
Obecnie profesor i wykładowca wydziału informatyki Akademii Finansów i Biznesu Vistula (d. Wyższej Szkoły Ekonomiczno-Informatycznej w Warszawie).

## Publikacje
- Języki i metody programowania: programowanie w języku C. cz. 1 (Warszawa, Prywatne Centrum Kształcenia, Radom,  Instytut Technologii Eksploatacji, 1995, ISBN 83-86148-24-1)
- Podstawy projektowania aplikacji internetowych w technologii ASP.NET (Warszawa, Almamer Szkoła Wyższa, 2007, podręcznik akademicki, ISBN 978-83-60197-25-7)